# 테일러 미드
테일러 미드(Taylor Mead, 1924년 12월 31일 ~ 2013년 5월 8일)는 미국의 배우, 시인, 작가이다.
미시간주에서 태어났으며 덴버에서 사망하였다.

## 영화
- 뷰티 달링 (2010년)
- 잭 스미스와 아틀란티스의 파멸 (2006년)
- 커피와 담배 (2003년) - segment 샴페인 - 테일러 역
- 코켓츠 (2002년) - 본인 [자료화면] 역
- 톡식 어벤저 4 (2000년)
- 언더그라운드 U.S.A. (1980년)
- 브랜드 X (1970년)
- 미드나잇 카우보이 (1969년)
- 할렐루야 더 힐즈 (1963년)